# Simopone matthiasi
Simopone matthiasi är en myrart som beskrevs av Heinrich Kutter 1977. Simopone matthiasi ingår i släktet Simopone och familjen myror. Inga underarter finns listade i Catalogue of Life.